# غلوتاثيون بيروكسيداز
غلوتاتيون بيروكسيداز (بالإنجليزية: Glutathione peroxidase) تصنيفه هو (EC 1.11.1.9) هو الاسم العام لإنزيم يتبع لأسرة البيروكسيديز النشط. تتمثل وظيفته في حماية الكائن الحي من الضرر التأكسدي في الدورة البيولوجية الرئيسية. الوظيفة الحيوية للجلوتاثيون هي تقليل الدهون في بيروكسيد الهيدروجين (hydroperoxides) إلى ما يقابلها من الكحولات والحد الحر من بيروكسيد الهيدروجين في الماء. تم اكتشاف الجلوتاثيون في عام 1957 من قبل غوردون جيم ميلز.

## نظائر الإنزيمات
هناك عدة نظائر للإنزيمات تشفر بواسطة جينات مختلفة، والتي تختلف تبعا للموقع الخلوي وخصوصية الركيزة. الجلوتاثيون 1 (GPx1) هو النسخة الأكثر وفرة، وجدت في السيتوبلازم لجميع أنسجة الثدييات تقريبا، الذي هو بيروكسيد الهيدروجين الركيزة المفضلة. الجلوتاثيون 4 ( GPx4) لديه تفضيل بيروكسيد الهيدروجين (بالإنجليزية: hydroperoxides)؛ يعبر عنه في كل الخلاية للثدييات تقريبا. الجلوتاثيون 2 هو انزيم المعوية وخارج الخلية، في حين الجلوتاثيون 3 هو انزيم خارج الخلية، خصوصا موجود بوفرة في البلازما. وحتى الآن، تم تحديد ثمانية أنواع مختلفة من الجلوتاثيون (GPx1-8) في البشر.
| الجين | الموضع        | الخميرة                                              |
| ----- | ------------- | ---------------------------------------------------- |
| GPX1  | Chr. 3 p21.3  | الجلوتاثيون 1                                        |
| GPX2  | Chr. 14 q24.1 | الجلوتاثيون 2 (الجهاز الهضمي))                       |
| GPX3  | Chr. 5 q23    | الجلوتاثيون 3 (البلازما))                            |
| GPX4  | Chr. 19 p13.3 | الجلوتاثيون 4 (الهايدروبروكسيدز الفوسفورية))         |
| GPX5  | Chr. 6 p21.32 | الجلوتاثيون 5 (البروتين بربخي ذات الصلة الاندروجين)) |
| GPX6  | Chr. 6 p21    | الجلوتاثيون 6 (حاسة الشم))                           |
| GPX7  | Chr. 1 p32    | لجلوتاثيون 7                                         |
| GPX8  | Chr. 5 q11.2  | الجلوتاثيون 8 (المفترض))                             |

## رد الفعل
رد الفعل الرئيسي الذي الجلوتاثيون يحفز هو:
2GSH + H 2 O 2 → GS-SG + 2H 2 O
حيث GSH يمثل تخفيض أحادى الجلوتاثيون، وGS-SG يمثل الجلوتاثيون ثاني الكبريتيد. ينطوي على آلية أكسدة selenol السيلينول من بقايا السيلينسيستين بواسطة بيروكسيد الهيدروجين. هذه العملية مشتقة مع حمض السيلينينك seleninic (RSeOH) . ثم يتم تحويل حمض السيلينينك selenenic عودة إلى سيلينول بواسطة عملية من خطوتين تبدأ مع رد الفعل مع GSH لتشكيل GS-الماء. وجزيء GSH .العملية الثانية هي تقليل من وسيطة عودة GS-سر إلى سيلينول، والإفراج عن GS-SG .كما في الشكل التالي:
RSeH + H 2 O 2 → RSeOH + H 2 O
RSeOH + GSH → GS-سر + H 2 O
GS-سر + GSH → GS-SG + RSeH
ان اختزال الجلوتاثيون يقلل من الجلوتاثيون المؤكسد لإكمال دورة:
GS-SG + NADPH + H + → 2 GSH + NADP +.

## بروتينات بشرية تحتوي على هذا المجال
GPX2 ؛ GPX3 ؛ GPX4 ؛ GPX5